# PLECS
PLECS (Piece-wise Linear Electrical Circuit Simulation) は、MATLAB/SimulinkのToolBoxとして、開発されたパワエレ・システム用電気回路シミュレーション・ソフトウェアである。
現在は、MATLAB/Simulink上で動作するPLECS Blocksetと、単独で動作するPLECS Standaloneがリリースされている。

## MATLAB/Simulinkへのインテグレーション
PLECSは、パワーエレクトロニクスに特化したシミュレータであるため、ダイオード、サイリスタ、IGBT、FETといった半導体素子、これらの素子モデルによって構成されるインバータモデル、または、誘導機、同期機といった電動機が標準で使用可能になっている。
インバータ・コンバータ等で用いられるパワー半導体を駆動する制御ロジックの設計には、一般的に、Simulinkのような、ビジュアルプログラミング言語が用いられることが多く、市販の回路シミュレータには、このような制御ロジックを設計するソフトウェアと連携して、数値解析を実行するものも多い。
PLECSはSimulinkのToolboxとして開発されているので、Simulinkで設計された制御ロジックと、電気回路および熱等価回路の組み合わせによるパワエレシステム・シミュレーションを、シームレスに実行することが可能である。

### Standalone version
PLECS Standaloneは、電気回路と制御システムのシミュレーションを、PLECS上で直接、実行可能である。
数値解析演算用ソフトウエアとしては、PLECS Blocksetが使用しているMATLABの代わりに、GNU Octaveを採用している。

## 半導体素子を理想スイッチとしてモデリング
SPICE等の回路シミュレータは、非常に複雑な非線形過渡現象として、スイッチをモデリングするため、多くの入力パラメータを必要とし、かつシミュレーション時間が長くなる傾向がある。
スイッチングによる電力変換が主となるパワーエレクトロニクス・システムには、非常に多くの半導体素子が主回路内に存在するため、スイッチの過渡現象を理想（線形）モデルとして簡略化した手法が採用された回路シミュレータが必要となる。
PLECSは、スイッチのターンオン/ターンオフを瞬時におこなう、理想スイッチが採用されているので、数値解析を安定化させる用途のスナバ回路が不要であり、高速にパワエレシステム・シミュレーションを実行することが可能である。